# Голаса, Эяль
Эяль Голаса (ивр. אייל גולסה‎; род. 7 октября 1991, Нетания) — израильский футболист, выступает за клуб «Маккаби» из Петах-Тиква, играет на позиции центрального полузащитника. Выступал за сборную Израиля.

## Клубная карьера
Эяль Голаса начинал играть в футбол в клубе «Бейтар Тубрук» из Нетании, за который выступал в одной из низших футбольных лиг Израиля. Летом 2008 года перешёл в «Маккаби» из Хайфы, в премьер-лиге Израиля дебютировал 21 сентября 2008 года, выйдя на замену в матче с клубом «Бней Иегуда». В сезоне 2008/2009 регулярно выходил на замены, принял участие в 26 матчах чемпионата, забил один гол и помог «Маккаби» стать чемпионом страны.
В сезоне 2009/2010 Голаса стал чаще выходить в основном составе «Маккаби», хорошо проявил себя в матчах группового этапа Лиги чемпионов, попав в поле зрения европейских скаутов. В декабре 2009 года немецкая газета Bild писала, что в приобретении Эяля в летнее межсезонье 2010 года заинтересованы несколько клубов Бундеслиги, таких как мюнхенская «Бавария», дортмундская «Боруссия», леверкузенский «Байер» и «Хоффенхайм».
31 января 2010 года, в последний день зимнего трансферного окна, Голаса договорился о заключении контракта на четыре с половиной года с римским «Лацио». Сделка прошла без участия «Маккаби», с которым Эяля связывало лишь заключённое до наступления 18-летия предварительное соглашение, но профессиональный контракт так и не был подписан. Поступок игрока подвергся жёсткой критике у него на родине, в частности отмечалось, что для израильтянина неприемлемо выступать за клуб, известный связями с фашистским режимом Муссолини. Однако уже 5 февраля Голаса вернулся в распоряжение «Маккаби» и принёс извинения болельщикам и руководству клуба.
В июне 2014 года Голаса перешёл в греческий клуб ПАОК, заплативший за него 450 тысяч евро. С новым клубом он подписал контракт на три года. Голас дебютировал в составе ПАОКа 18 сентября 2014 года в матче группового этапа Лиги Европы против минского «Динамо», который его команда выиграла со счётом 6:1.

## Сборная
Эяль Голаса выступал за молодёжные сборные Израиля различных возрастных категорий. Его дебют в первой национальной команде состоялся 2 сентября 2010 года в первом матче отборочного турнира к чемпионату Европы 2012 года со сборной Мальты, в котором он вышел на замену на 86-й минуте.

## Статистика
Данные на 6 апреля 2015 года
| Команда          | Сезон            | Чемпионат | Чемпионат | Кубок | Кубок | Еврокубки | Еврокубки | Другие турниры | Другие турниры | Всего | Всего |
| Команда          | Сезон            | Матчи     | Голы      | Матчи | Голы  | Матчи     | Голы      | Матчи          | Голы           | Матчи | Голы  |
| ---------------- | ---------------- | --------- | --------- | ----- | ----- | --------- | --------- | -------------- | -------------- | ----- | ----- |
| Маккаби (Хайфа)  | 2008/09          | 27        | 1         | 5     | 0     | 0         | 0         | 6              | 0              | 38    | 1     |
| Маккаби (Хайфа)  | 2009/10          | 16        | 6         | 4     | 0     | 10        | 2         | 0              | 0              | 30    | 8     |
| Маккаби (Хайфа)  | 2010/11          | 26        | 2         | 3     | 0     | 2         | 0         | 4              | 1              | 35    | 3     |
| Маккаби (Хайфа)  | 2011/12          | 24        | 3         | 2     | 0     | 12        | 2         | 0              | 0              | 38    | 5     |
| Маккаби (Хайфа)  | 2012/13          | 30        | 2         | 0     | 0     | 0         | 0         | 3              | 0              | 17    | 1     |
| Маккаби (Хайфа)  | 2013/14          | 5         | 0         | 0     | 0     | 6         | 2         | 0              | 0              | 11    | 2     |
| ПАОК (Салоники)  | 2014/15          | 22        | 0         | 3     | 0     | 6         | 0         | 0              | 0              | 31    | 0     |
| Всего за карьеру | Всего за карьеру | 150       | 14        | 17    | 0     | 36        | 6         | 13             | 1              | 216   | 21    |